# Vlaamse Concentratie
Ne doit pas être confondu avec l'ASBL homonyme étroitement liée au Vlaams Blok, voir Transformation du Vlaams Blok en Vlaams Belang.
La  Concentration flamande (en néerlandais : Vlaamse Concentratie) est, en Belgique, un ancien parti politique nationaliste flamand créé en 1949 et dissous en 1954 pour donner naissance à la Volksunie. Le nom du parti était l’appellation de l’accord entre la Ligue nationale flamande (VNV) d’avant guerre et le Parti catholique.
La Concentration flamande a été fondée le 14 mai 1949 par Hector De Bruyne et d'autres personnalités issues du mouvement nationaliste flamand et du négationnisme de l'Holocauste. On retrouvera parmi les membres de ce nouveau parti, notamment Karel Dillen, qui deviendra par la suite président du Vlaams Blok puis du Vlaams Belang, et Bob Maes, fondateur de la VMO. La Concentration flamande était le premier parti politique nationaliste flamand qui a vu le jour après la fin de la Seconde Guerre mondiale succédant ainsi aux partis nationalistes de l'Entre-deux-guerres : les Frontpartij (parti du front) et Vlaams Nationaal Verbond (Ligue nationale flamande). Elle a également été le premier parti a prôner l'amnistie des collaborateurs nazis en Flandre. Par conséquent, la Vlaamse Concentratie et, plus tard la Volksunie, étaient à cette époque considérée comme une réminiscence du nazisme et des courants politiques similaires de l’Ordre nouveau.
Lors des élections du 26 juin 1949 la Concentration flamande et les listes apparentées ont recueilli 103 896 votes, un nombre insuffisant pour obtenir un siège. Lors du suffrage suivant en 1950, la concentration flamande ne participera pas aux élections en raison de querelles internes qui seront aplanies lors des élections de 1954.  Cette année-là, un accord électoral est établi entre les nationalistes flamands et les représentants du Boerenfront, littéralement le Front paysan (un groupe d'agriculteurs créé en 1937 sur base de mécontentements dus à l'augmentation des prix dont l'alliance avec la Concentration flamande l'isolera sur le plan politique) et la classe moyenne, qui se sont unis dans un parti spécialement créé pour l'occasion la Christelijke Vlaamse Volksunie (Union Chrétienne du peuple flamand). Toujours en 1954, la Christelijke Vlaamse Volksunie se mue en Volksunie, un nouveau parti qui entend incarner les revendications du mouvement flamand.  La plupart des membres de la Concentration flamande sont devenus membres de ce nouveau parti qui perdurera jusqu'en 2001. 